# Mark Lehner
Mark Lehner és un arqueòleg i egiptòleg estatunidenc. Doctor en Egiptologia per la Universitat Yale de 1990, és professor ajudant visitant d'Arqueologia Egípcia a l'Institut Oriental de la Universitat de Chicago, i Investigador associat al Semitic Museum de la Universitat Harvard. Actualment, és director de les excavacions de l'altiplà de Guiza, on ha trobat, en el curs de les seves excavacions, abundants restes arqueològiques del que semblen ser les botigues, cases, tallers, llars i llocs on es preparava el menjar dels obrers que van treballar com a constructors, així com un enorme cementiri on es troben els sepulcres amb les restes de centenars de persones enterrades al costat de les grans piràmides, majoritàriament obrers i les seves famílies.
Mark Lehner va visitar per primera vegada Egipte com a turista i estudiant en 1972. Suggestionat llavors pels misteris de l'anomenat "profeta dorment", Edgar Cayce, Lehner va constatar que els seus conceptes quant a l'antiga civilització de la vall del Nil no podien satisfer-se davant la presència de la Gran Esfinx existent en l'altiplà de Guiza ni en les seves observacions personals sobre les grans piràmides. A 1973, es va graduar en antropologia per la Universitat Americana del Caire, i començà els seus primers treballs com a arqueòleg en diferents excavacions finançades per britànics, francesos, alemanys i estatunidencs. De 1979 a 1983 va dirigir el Projecte del Temple d'Isis i l'Esfinx, i des de 1984 és director del Projecte internacional de cartografia de l'altiplà de Guiza, conegut com a Gizeh Plateau Mapping Project.

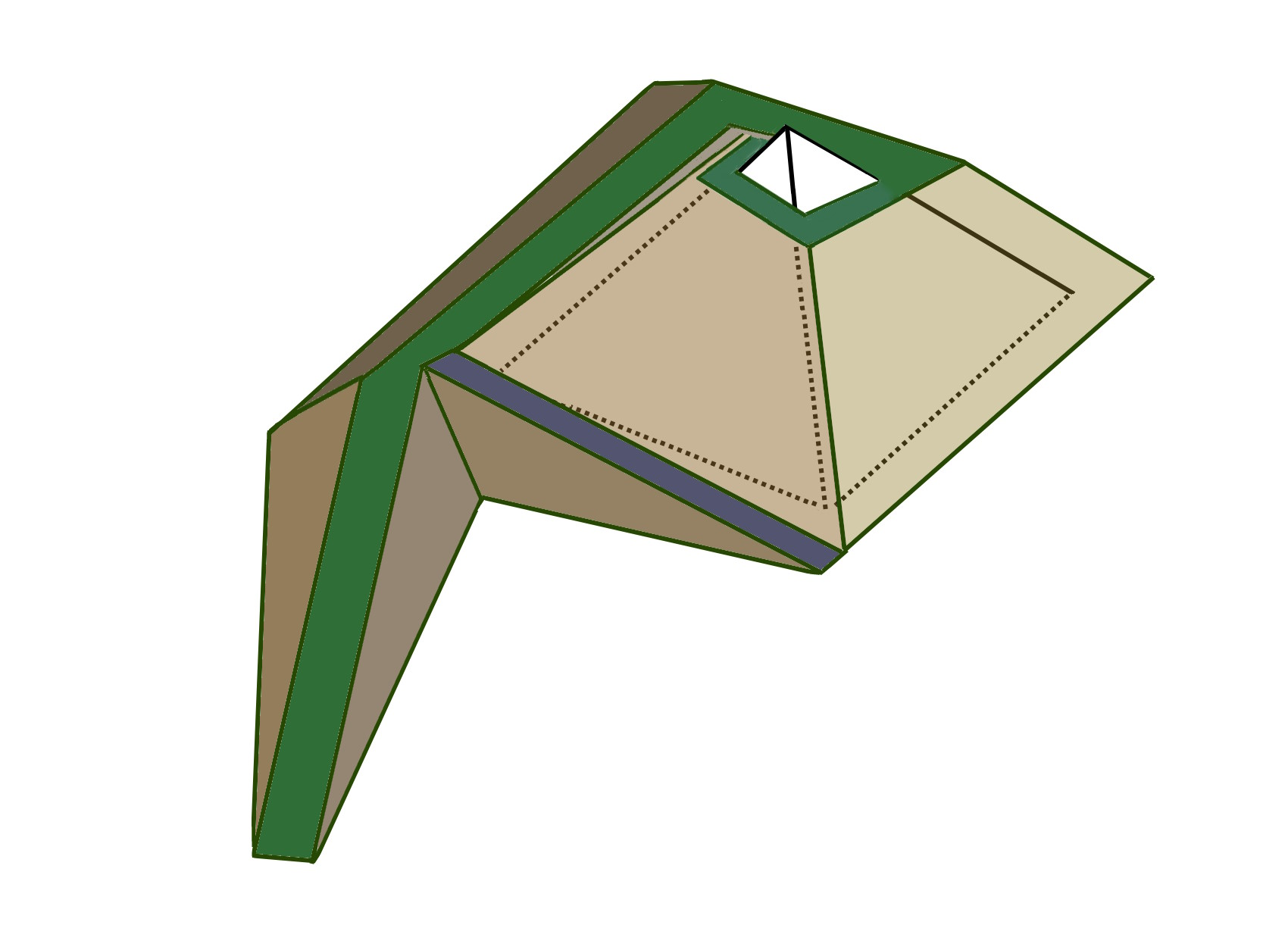
Model de rampa de Mark Lehner

Gradualment, es va orientar cap al mètode científic. La seva tesi doctoral, dirigida per Williams Kelly Simpson, i presentada en 1990, va ser Archaeology of an image: The Great Sphinx of Giza. Defensor de la investigació arqueològica interdisciplinària, tracta sempre d'obtenir una visió general d'un jaciment arqueològic des de diferents vessants.
El 1985 va publicar una proposta per construir la piràmide de Quèops amb dues rampes. La rampa exterior comença al sud de les pedreres i condueix a l'angle sud-oest de la piràmide. La segona rampa comença a la cantonada sud-est i desemboca a la rampa exterior. Des del punt de fusió, la rampa gira en espiral cap amunt.

## Publicacions
El seu llibre,The Complete Pyramids, és un penetrant estudi dels llocs on es van erigir les piràmides més importants de l'antic Egipte,. En ell relata els rituals i mitologia que envolten la mort i l'enterrament dels faraons, i la història dels antics viatgers, saquejadors i arqueòlegs.
També ha participat en programes de televisió britànics i estatunidencs, fonamentalment per a National Geographic, on ha narrat els intents experimentals de construir una piràmide i aixecar un obelisc.